# 296587 Ocaña
296587 Ocaña è un asteroide della fascia principale. Scoperto nel 2009, presenta un'orbita caratterizzata da un semiasse maggiore pari a 2,6545018 au e da un'eccentricità di 0,0138763, inclinata di 14,31318° rispetto all'eclittica.
L'asteroide è dedicato all'astronomo spagnolo Francisco Ocaña.